# Thomas Wentworth, 5:e baron Wentworth
Thomas Wentworth, 5:e baron Wentworth, född 1613 och döpt den 2 februari 1613, död den 1 mars 1665, var en engelsk adelsman och son till Thomas Wentworth, 1:e earl av Cleveland. 
Wentworth, sedan 1640 baron Wentworth (genom writ of acceleration), var under Karl II:s landsflyktstid dennes ledsagare och besökte med ett diplomatiskt uppdrag från Karl Danmark 1658. 
Lord Wentworths dotter, Henrietta Wentworth, 6:e baronessa Wentworth, var älskarinna till Karls son hertigen av Monmouth och pantsatte sina gods för att skaffa medel till dennes upprorsförsök 1685.